# GOOD MO-NII
『GOOD MO-NII』（グッドモーニー）は、FM COCOLOで2025年4月1日から放送されているラジオ番組。

## 概要
2025年4月改編で放送枠を朝から昼に移動した『CIAO 765』の後番組として始まったラジオ番組。FM802『Saturday Amusic Islands Morning Edition』を12年間担当してきた仁井聡子が同局から移籍する形で担当している。
番組名の「GOOD MO-NII」は、「GOOD MOOD」と仁井の名前から名付けられた。

## 放送時間
- 月 - 木曜 7:00 - 11:00（2025年4月1日[1] - ）

## DJ
- 仁井聡子（2025年4月1日[1] - ）

## 主なコーナー
VIVA!ナシゴレン・タイム
月・水・木曜 7時台
週替わりテーマのコーナー。月曜日は「月曜いちにいさん体操」、水曜日は「世界をスイスイ水曜日」、木曜日は「習慣嬉しいニュース」。
はぴねすくらぶ RADIO CART
月 - 木曜 8:40
はぴねすくらぶ提供のラジオショッピングコーナー。枠移動前の『CIAO 765』から引き継がれたもので、仁井がショッピングキャスターと掛け合いをする生コーナー。なお、祝日およびお盆はコーナーが休止となる。
サラヤ Joyful Smile
月曜 8時台
サラヤ提供。ラカントSを使ったレシピを紹介する。抽選でサラヤ商品3点セットをプレゼントする。
大阪ステーションシティ Meet＆Hangout
火曜 9時台
大阪ステーションシティ提供。大阪ステーションシティの情報も紹介する。
週の真ん中調査隊
水曜 9時台
気になる事を調査するコーナー。
tabiwaトラベル Fresh＆Relax
木曜 8時台
tabiwaトラベル提供。出掛けたいスポットを仁井が実際に行き、案内する。
2025年3月まで仁井が担当していたFM802『Saturday Amusic Islands Morning Edition』（2025年4月より板東さえかが担当）との合同コーナーとなっている。
クレアージュ大阪Be Shiny
木曜 10時台
Xを用いたプレゼント企画。Xアカウントのフォローおよびリポストでプレゼント企画が行われ、番組放送終了の11時まで受け付ける。